# Flakpanzer V Coelian
Il Flakpanzer V Coelian fu un prototipo di semovente antiaereo costruito dalla Rheinmetall sullo scafo del Panzer V Panther. Fu ideato per ospitare due cannoni 3,7 cm FlaK 43 in una torretta chiusa.
Dal 1942, la superiorità aerea alleata cominciò a costituire una seria minaccia per le unità terrestri tedesche. L'Ispettorato generale delle truppe corazzate dell'esercito (Inspektion 6, anche conosciuto con la sigla "In 6"), diretto dal generale Heinz Guderian, decise, allora, di sviluppare dei mezzi per la difesa antiaerea delle unità corazzate e, all'inizio del 1943, si rivolse alla Rheinmetall-Borsig per lo sviluppo del progetto.

## Progetto
L'idea di base consisteva nel montare, sullo scafo di un carro da combattimento, un pezzo antiaereo binato da 37 mm ancora in fase di studio (il progetto fu chiamato Gerät Nr. 554). La Direzione armamenti dell'esercito decise che la nuova torretta, corazzata, totalmente chiusa e capace di ruotare a 360°, dovesse essere montata sullo scafo del Panzer V Panther che, alla fine del 1942, era considerato il carro da combattimento standard per le unità corazzate. In qualità di ispettore generale, Guderian aveva però sconsigliato l'utilizzo di quel veicolo, troppo sofisticato, come base per un mezzo d'appoggio. Riteneva, infatti, che fosse prioritario destinare tutta la produzione di Panzer V Panther al fronte orientale, piuttosto che sottrarne anche una minima parte per altri scopi. Come alternativa per i mezzi di appoggio, Guderian propose di utilizzare scafi di carri più semplici come i Panzer III e IV, ma la divergenza di opinioni tra Ispettorato e Direzione armamenti continuò fino alla fine della guerra.
Nonostante lo stadio sperimentale dell'armamento previsto, lo studio della torretta cominciò rapidamente,  affidato alla Rieger di Jägerndorf, azienda nota per la produzione di organi da chiesa. Alla fine del 1943, le officine Daimler-Benz di Berlino realizzarono un primo modello in legno di torretta, in scala reale, che venne montato sullo scafo di un carro Panther Ausf. D. Il 7 dicembre 1943, il prototipo fu presentato al Quartier generale di Hitler, allora di stanza nella località prussiana di Rastenburg, l'odierna Ketrzyn in territorio polacco. Il carro fu soprannominato Coelian, nome che era anche, curiosamente, il terzo nome del direttore dell'In 6, il Tenente colonnello Glatter-Götz.
Il carro era veramente impressionante, ma presentava ancora qualche problema da risolvere, come il caricamento delle munizioni da 37 mm, quando il cannone si trovava al massimo angolo di alzo, e la necessità di migliorare il sistema di scarico dei bossoli e dei fumi di sparo durante il tiro.

### Armamento
L'armamento era composto da un cannone antiaereo binato 3,7 cm Flakzwilling 341 (una versione ad alte prestazioni del FlaK 43, chiamata a volte FlaK 44), il cui affusto consentiva un alzo da -5° a +90°. Ciascuna delle due armi, di cui era composto il complesso binato, poteva sparare  500 colpi al minuto, a una velocità iniziale di 1000 metri al secondo. Era previsto che il carro trasportasse 1500 colpi da 37 mm.
Quanto allo scafo del veicolo, si trattava di quello del famoso Panzer V Panther. Se il Coelian fosse stato prodotto in serie il suo scafo, sarebbe stato certamente quello del modello Ausf. G, poiché non avrebbe potuto entrare in servizio prima della fine del 1944. Il motore sarebbe stato, quindi, un Maybach HL 230 P30 da 700 CV, associato a un cambio ZF AK 7-400 a sette marce avanti e una retro, mentre il treno di rotolamento sarebbe stato composto, su ogni lato, da una ruota motrice anteriore, una di rinvio posteriore e otto ruote doppie di rotolamento. Anche se non vi fu nessun esemplare completato di Coelian, esso servì da ispirazione per la progettazione di altri prototipi come, per esempio, la versione armata con un pezzo binato da 50 mm, anch'esso montato sullo scafo del Panther, che fu progettata, nel 1944, dalle fabbriche Daimler-Benz e Krupp, ma della quale, ancora una volta, non fu realizzato alcun prototipo.